# Pomník obětem 1. a 2. světové války (Slezské Předměstí)
Pomník obětem 1. a 2. světové války na Slezském Předměstí či také Pomník padlých ve světových válkách na třídě SNP v Hradci Králové je žulový válečný pomník, který se nachází přibližně 100 metrů jihozápadně od vlakové stanice Hradec Králové – Slezské Předměstí. Pomník byl odhalen v roce 1970.
Na pomníku se nachází nápis:
POLOŽILI SVÉ ŽIVOTY ZA LEPŠÍ SVĚT

1914 – 1918
VÁCLAV ALOUNEK, ALOIS HAVLÍK
ALOIS HAVLAS, JAN HOLEČEK, JAN JUKL
EMANUEL MATĚJČEK, KAREL NOVÁK
FRANTIŠEK PULTAR, JOSEF ŘEHÁK
JOSEF STŘEMCHA
1939 – 1945
POR. JIŘÍ ARNOŠT, VÁCLAV ERBAN
VLADIMÍR JIRKA, PLK. JOSEF MATOHLÍNA
POR. FRANTIŠEK MUNZAR ML., DR. JOSEF NOVÁK
MJR. VÁCLAV SNÍTIL, VÁCLAV ŠKALDA
ING. C. IVAN ŠTEFAN, ŠKPT. BENIGNUS ŠTEFAN